# Прапор Кокле

Прапор Кокле

Прапор Кокле — прапор панамської провінції Кокле. Був створений у 1994 році та офіційно прийнятий 27 серпня 2004 року. Він складається з червоної, сріблясто-сірої та білої вертикальних смуг, а ромби символізують 6 округів провінції. Походження кольорів невідоме.